# Ivanje
Ivanje är en bergskedja i Nordmakedonien. Den ligger i den centrala delen av landet, strax väster om huvudstaden Skopje.